# Вацлав II Опавский
Вацлав II Опавский (чеш. Václav II. Opavský, пол. Wacław II Opawski, род. ок. 1397 — ум. между 1445 и 1449) — князь Глубчицкий с 1420 года и Опавский с 1433 года до конца жизни.

## Биография
Вацлав был старшим сыном опавского князя Пржемысла I от его первой жены Анны Луцкой. Принадлежал к побочной линии чешской королевской династии Пржемысловичей. Отец собирался передать ему княжество целиком, прервав практику раздробления владений между наследниками, и с детства начал готовить сына к управлению. Уже в 1420 году Пржемысл I передал Вацлаву в управление Глубчицкое княжество.
После начала гуситских войн Вацлав, как и его отец, принял сторону императора Сигизмунда. Однако в 1427 году, когда гуситские отряды вторглись в Силезию, из опасения потерять свои владения Вацлав предоставил гуситам свободный проход через свои земли. В конце февраля 1428 года Вацлаву II удалось предотвратить разорение Глубчице, заключив договор с гуситами. 27 декабря 1428 года он участвовал в битве при Старом Велиславом, в которой погиб князь Ян Зембицкий.
После смерти своего отца в 1433 году Вацлав II взял на себя опеку над своими младшими сводными братьями Вильгельмом, Эрнестом и Пржемыслом II, а своему среднему брату Микулашу IV выделил город Злате-Гори. Хотя их отец оговорил в своем завещании, что его сыновья должны управлять Опавским княжеством совместно, братья около 1435 года разделили свое наследство. Глубчицкое княжество было отделено от Опавского и отдано Вацлаву II. За Микулашем IV остался город Злате-Гори. Собственно Опавское княжество было разделено на три части, которые достались Вацлаву II и его младшим братьям Вильгельму и Эрнесту. Самому младшему брату Пржемыславу II была предназначена духовная карьера и он не получил доли княжества, хотя до конца жизни именовал себя князем Опавским. Когда Микулаш IV умер бездетным в 1337 году, Вацлав II забрал Злате-Гори себе.
В 1436 году у Вацлава II возник конфликт с дальним родственником, князем Микулашем V Крновским, который внезапно захватил Глубчице. В ответ на это Вацлав II захватил принадлежащий Микулашу город Жоры. Соглашение было достигнуто в 1437 году, и князья вернули друг другу захваченные территории. 
В 1440 году у Вацлава II начались финансовые проблемы, и он был вынужден продать опольскому князю Болеславу V город Злате-Горы и замок Эдельштейн.
Вацлав II скончался между 1445 и 1447 годами. 

## Семья и дети
Около 1420 года князь Вацлав II Опавский женился на Эльжбете Краваржской. У них было два сына и дочь:
- Януш Фульнекский (ок.1420 – 1454), князь глубчицкий
- Ян III Благочестивый (ок.1425 – 1482/1485), князь глубчицкий
- Анна (ок.1430 – 1478/1505), замужем за Яном Зайице из Хазенбурка